# Франц Кафка (награда)
Международната литературна награда „Франц Кафка“ (на немски: Franz-Kafka-Preis) се присъжда от 1979 до 2001 г. на всеки две години от град Клостернойбург и австрийското Дружество Франц Кафка.

## Носители на наградата
- Петер Хандке (1979)
- Елиас Канети (1981)
- Илзе Айхингер (1983)
- Херберт Айзенрайх (1985)
- Славомир Мрожек (1987)
- Либуше Моникова (1989)
- Станислав Лем (1991)
- Петер Розай (1993)
- Кристоф Рансмайр (1995)
- Герт Йонке (1997)
- Херта Мюлер (1999)
- Мариане Фриц (2001)